# The Soviettes
The Soviettes es una banda de punk rock proveniente de Minneapolis, Minnesota (Estados Unidos), fundada en el año 2000. El grupo está compuesto por Annie (guitarra), Sturgeon (guitarra), Suzy (bajo), y el único varón del cuarteto: Danny (batería). Las tareas del vocalista se las reparten entre los cuatro.

## Historia
El cuarteto se denominó The Soviettes cuando Annie (guitarrista) trabajaba sirviendo café y unos de los clientes del establecimiento donde trabajaba le recomendó: “Tu banda debería llamarse The Soviettes”
En el 2003, The Soviettes lanzó su primer LP titulado simplemente LP en Adeline Records, en Oakland, California. Su sonido fue descrito como punkie y difuso, entre otras descripciones.
En 2004, la banda lanzó su segundo LP, llamado LP II, de vuelta en Adeline Records. LP II fue descrito como un trabajo con canciones más “rapaces, rápidas y con más acción” que su predecesor, con un estilo comparable al de The Ramones. Por ese entonces, el cuarteto fue descubierto por la empresa discográfica Fat Wreck Chords (la cual trabaja con bandas como NOFX, entre otras) en San Francisco, California, y poco tiempo después, la banda firma contrato con el sello. La banda lanzó la canción Paranoia! Cha-Cha-Cha para el controvertido álbum recopilatorio Rock Against Bush, Vol. 1, producido por Fat Wreck Chords.
El primer LP de la era con Fat Wreck Chords se lanzó el 28 de junio de 2005. Este tercer LP de la banda se tituló LP III.
La primera gira del grupo bajo el sello Fat Wreck Chords fue compartida con las bandas Against Me!, The Epoxies y Smoke Or Fire y duró entre el 9 de septiembre y el 7 de diciembre de 2005. La gira comenzaba en New Haven, Connecticut, abarcaba a todos los Estados Unidos y tenía planeado acabar en Toronto, Ontario (Canadá), pero desafortunadamente las bandas tuvieron que acortar el recorrido y nunca llegaron a tocar en Canadá. Las cuatro bandas actuaron en todos los shows, salvo The Epoxies, que no se pudo presentar en el show de Honolulu, Hawaii.
El 15 de noviembre de 2005, LP es relanzado por la discográfica Crustacean Records. La reedición está disponible en formato de vinilo de doce pulgadas.
Desde el 30 de abril de 2006, ninguna gira ha sido anunciada en la página web oficial de la banda. Muchas canciones de los trabajos de The Soviettes (tanto LP como EP) están disponibles para descargar en la página oficial de la banda. Incluso están disponibles para descargar los videos de Multiply and Divide (del LP III), Tonight (del LP II) y The Land of Clear Blue Radio (del LP)
La página web oficial de The Soviettes se encuentra sin funcionamiento desde julio de 2006. Actualmente, la banda como tal está tomándose un descanso (desde el 25 de septiembre de 2006). Suzy, la bajista, se ha mudado a California. Mientras tanto, paralelamente Annie y Danny han formado una banda llamada Awesome Snakes, y Sturgeon ha comenzado otra llamada Gateway District. Ambas pueden ser encontradas en Myspace.

## Discografía

### Álbumes
| Título   | Fecha de lanzamiento | Notas                                                         | Discográfica      |
| -------- | -------------------- | ------------------------------------------------------------- | ----------------- |
| LP       | 17 de junio de 2003  | Relanzado en 2005 a través de Crustacean Records.             | Adeline           |
| LP II    | 13 de abril de 2004  | LP lanzado a través de Learning Curve Records un año después. | Adeline           |
| LP III   | 28 de junio de 2005  | Edición especial de 220 copias en vinilo rosa.                | Fat Wreck Chords  |
| Rarities | 16 de marzo de 2010  | Colección de caras B y rarezas                                | Red Sound Records |

### EP y sencillos
| Título         | Fecha de lanzamiento  | Notas                     | Discográfica     |
| -------------- | --------------------- | ------------------------- | ---------------- |
| T.C.C.P.       | 11 de mayo de 2002    | Lanzado únicamente en 7". | Pop Riot         |
| "Alright"      | 12 de octubre de 2004 | B-side: "Plus One"        | Dirtnap          |
| "Roller Girls" | 23 de agosto de 2005  | B-side: "Say So"          | Fat Wreck Chords |

### Álbumessplit
| Título                      | Fecha de lanzamiento   | Notas | Discográfica |
| --------------------------- | ---------------------- | ----- | ------------ |
| The Soviettes/Valentines EP | 5 de noviembre de 2002 |       | Pop Riot     |
| The Havenot's/The Soviettes | 2003                   |       | Nice & Neat  |

### Recopilatorios
| Title                       | Release date          | Soviettes Tracks              | Label                |
| --------------------------- | --------------------- | ----------------------------- | -------------------- |
| Rock Against Bush, Vol. 1   | 20 de abril de 2004   | ¡Paranoia! Cha-Cha-Cha        | Fat Wreck Chords     |
| Protect: A Benefit for ...  | 18 de octubre de 2005 | Middle of the Night           | Fat Wreck Chords     |
| 21st Century Power Pop Riot | 6 de junio de 2006    | Goodbye to You (voz de Annie) | Red Scare Industries |